# Centroscyllium kamoharai
Centroscyllium kamoharai е вид хрущялна риба от семейство Светещи акули (Etmopteridae).

## Разпространение и местообитание
Този вид е разпространен в Австралия и Япония.
Среща се на дълбочина от 730 до 1130 m, при температура на водата от 3,9 до 5,8 °C и соленост 34,4 – 34,5 ‰.

## Описание
На дължина достигат до 60 cm.